# 王儒
王 儒（ワン・ユ、朝鮮語: 왕 유、生没年不詳）は新羅末期の文人。本貫は春川朴氏。

## 人物
江原道 光海州出身。経史に通暁し、弓裔の下で東宮記室となったが、その専制に抗して、致仕し隠居した。王建が弓裔を追放すると、要職に任じられ、王姓（開城王氏）を下賜された。